# Absa Salla

Localisation de la province d'Afrique romaine.

Absa Salla était une ville romaine et byzantine de la province romaine d'Afrique proconsulaire, dans le Nord de l'actuelle Tunisie. C'était également un siège titulaire de l'Église catholique romaine.

## Étymologie
Son nom est d'origine punique ou libyenne. Peut-être est-il composé d'Absa et de Salla, ou bien est-ce une altération d'Apisa.

## Histoire
L'emplacement de la ville reste inconnu mais son existence est certaine entre 300 et 650.

## Évêché
La ville a également été le siège d'un évêché dans la province ecclésiastique de Carthage. De cet ancien évêché, on ne connaît qu'un seul évêque, Dominique, qui participe au concile africain de 646 et a signé une lettre au patriarche de Constantinople Paul II, lue plus tard lors du synode convoqué par le pape Martin Ier en 649.
Le diocèse cesse de fonctionner à la fin du VIIe siècle, avec la conquête musulmane du Maghreb, mais il est rétabli en 1933 en tant que siège titulaire d'Absa Salla.